# County Championship 1995
Die County Championship 1995 war die 97. Saison des nationalen First-Class-Cricket-Wettbewerbes in England und Wales. Gewinner der County Championship war Warwickshire, die somit ihre fünfte County Meisterschaft erreichten.

## Format
In einer Division spielte jede Mannschaft gegen jede andere jeweils ein Spiel. Für einen Sieg erhielt ein Team zunächst 16 Punkte, für ein Unentschieden (beide Mannschaften erzielen die gleiche Anzahl an Runs) 8 Punkte. Sollte kein Ergebnis erreicht werden und das Spiel in einem Remis enden bekommen beide Mannschaften keine Punkte. Zusätzlich besteht die Möglichkeit in den ersten 130 Over des ersten Innings Bonuspunkte zu sammeln. Dabei werden bis zu 5 Punkte für erzielte Runs und bis zu 3 Punkte für erzielte Wickets ausgegeben. Des Weiteren ist es möglich das Mannschaften Punkte abgezogen bekommen, wenn sie beispielsweise zu langsam spielen oder der Platz nicht ordnungsgemäß hergerichtet ist. Am Ende der Saison ist der Sieger der Division County Champion.

## Resultate

### Tabelle
Die Tabelle der Saison nahm Ende die nachfolgende Gestalt an.
| Team             | Sp. | S  | N  | R | Bat | Bwl | Ded | Punkte |
| ---------------- | --- | -- | -- | - | --- | --- | --- | ------ |
| Warwickshire     | 17  | 14 | 2  | 1 | 49  | 64  | 0   | 337    |
| Middlesex        | 17  | 12 | 2  | 3 | 51  | 62  | 0   | 305    |
| Northamptonshire | 17  | 12 | 2  | 3 | 41  | 57  | 0   | 290    |
| Lancashire       | 17  | 10 | 4  | 3 | 48  | 61  | 0   | 269    |
| Essex            | 17  | 8  | 9  | 0 | 42  | 58  | 0   | 228    |
| Gloucestershire  | 17  | 8  | 4  | 5 | 45  | 50  | 0   | 223    |
| Leicestershire   | 17  | 7  | 8  | 2 | 41  | 61  | 0   | 214    |
| Yorkshire        | 17  | 7  | 8  | 2 | 39  | 55  | 0   | 206    |
| Somerset         | 17  | 7  | 5  | 5 | 40  | 49  | 0   | 201    |
| Worcestershire   | 17  | 6  | 7  | 4 | 29  | 57  | 0   | 182    |
| Nottinghamshire  | 17  | 5  | 9  | 3 | 41  | 54  | 0   | 175    |
| Surrey           | 17  | 5  | 8  | 4 | 34  | 55  | 0   | 169    |
| Hampshire        | 17  | 5  | 8  | 4 | 32  | 56  | 0   | 168    |
| Derbyshire       | 17  | 4  | 10 | 3 | 39  | 64  | 0   | 167    |
| Sussex           | 17  | 4  | 7  | 6 | 37  | 51  | 0   | 152    |
| Glamorgan        | 17  | 3  | 8  | 6 | 40  | 57  | 0   | 145    |
| Durham           | 17  | 4  | 13 | 0 | 20  | 53  | 0   | 137    |
| Kent             | 17  | 3  | 10 | 4 | 40  | 44  | 0   | 132    |

Sieg: 16 Punkte; Remis: 0 Punkte

## Statistiken

### Runs
Die meisten Runs der Saison in beiden Division wurden von den folgenden Spielern erzielt:
| Spieler              | Mannschaft     | Spiele | Innings | Runs  | Average | HS  | 100s | 50s |
| -------------------- | -------------- | ------ | ------- | ----- | ------- | --- | ---- | --- |
| Mark Ramprakash      | Middlesex      | 16     | 26      | 2.147 | 93,34   | 235 | 10   | 6   |
| Nasser Hussain       | Essex          | 17     | 32      | 1.688 | 52,75   | 186 | 6    | 8   |
| Pinnaduwage de Silva | Kent           | 15     | 28      | 1.661 | 59,32   | 255 | 6    | 7   |
| Robert Robinson      | Nottingham     | 17     | 31      | 1.627 | 52,48   | 209 | 6    | 5   |
| Thomas Moody         | Worcestershire | 17     | 29      | 1.518 | 54,21   | 168 | 5    | 7   |

### Wickets
Die meisten Wickets der Saison in beiden Division wurden von den folgenden Spielern erzielt:
| Spieler         | Mannschaft       | Balls | Wickets | Average | BBI  | 5W |
| --------------- | ---------------- | ----- | ------- | ------- | ---- | -- |
| Anil Kumble     | Northamptonshire | 5.398 | 105     | 20,40   | 7/82 | 8  |
| Mushtaq Ahmed   | Somerset         | 5.568 | 92      | 29,52   | 6/38 | 7  |
| Allan Donald    | Warwickshire     | 3.069 | 88      | 15,48   | 6/56 | 6  |
| Javagal Srinath | Gloucestershire  | 3.412 | 87      | 19,09   | 9/76 | 5  |
| Wasim Akram     | Lancashire       | 3.109 | 81      | 19,72   | 7/52 | 7  |